# Richard W. Blue

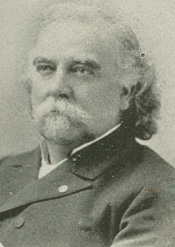
Richard W. Blue, 1896

Richard Whiting Blue (* 8. September 1841 bei Parkersburg, Virginia; † 28. Januar 1907 in Bartlesville, Oklahoma) war ein US-amerikanischer Politiker. Zwischen 1895 und 1897 vertrat er den Bundesstaat Kansas im US-Repräsentantenhaus.

## Werdegang
Richard Blue wurde 1841 nahe Parkersburg im heutigen West Virginia geboren. In den Sommermonaten arbeitete er auf einer Farm und im Winter besuchte er die örtlichen Schulen. Später besuchte er bis 1859 die Monongalia Academy in Morgantown in Virginia und dann bis 1863 das Washington College in Pennsylvania. Zwischen Juni 1863 und Mai 1866 war er während des Bürgerkrieges Soldat in einer Infanterieeinheit aus West Virginia. Dabei stieg er bis zum Oberleutnant auf.
Nach seiner Militärzeit kehrte er nach West Virginia zurück, wo er sich in Grafton niederließ und als Lehrer arbeitete. Nach einem Jurastudium und seiner Zulassung als Rechtsanwalt begann Blue ab 1871 im Linn County in Kansas in seinem neuen Beruf zu arbeiten. Zwischen 1872 und 1876 war er in diesem Bezirk Nachlassrichter und von 1876 bis 1880 Bezirksstaatsanwalt.
Politisch war Blue Mitglied der Republikanischen Partei. Von 1880 bis 1888 gehörte er dem Senat von Kansas an. Bei den Kongresswahlen des Jahres 1894 wurde er für den achten Abgeordnetensitz von Kansas, der staatsweit gewählt wurde, in das US-Repräsentantenhaus in Washington, D.C. gewählt. Dort trat er am 4. März 1895 die Nachfolge von William A. Harris an. Da er bei den Wahlen des Jahres 1896 Jeremiah D. Botkin von der Populist Party unterlag, konnte Blue bis zum 3. März 1897 nur eine Legislaturperiode im Kongress absolvieren. Nach dem Ende seiner politischen Tätigkeit in der Bundeshauptstadt arbeitete er als Anwalt in Bartlesville im Oklahoma-Territorium. Dort ist er im Jahr 1907 auch verstorben. Er wurde in Pleasanton (Kansas) beigesetzt.